# Holothyrus
Genre
Holothyrus est un genre d'holothyrides de la famille des Holothyridae.

## Distribution
Ces acariens sont endémiques de l'île Maurice.

## Liste des espèces
- Holothyrus coccinella Gervais, 1842
- Holothyrus legendrei Hammen, 1983

## Publication originale
- Gervais, 1842 : Une quinzaine d'espèces d'insectes aptères qui doivent presque toutes former des genres particuliers. Annales de la Société entomologique de. France, vol. 11, p. 65–68.